# Strade Bianche
Strade Bianche (italijansko Bele ceste) je vsakoletna italijanska enodnevna klasična kolesarska dirka, ki poteka od leta 2007 po Toskani s štartom in ciljem v Sieni. Odvija se prvo ali drugo soboto v marcu. Ime se nanaša na zgodovinske bele makadamske ceste v pokrajini Crete Senesi, po katerih je dirka znana. Skupno tretjina dirke oz. 63 km poteka po enajstih makadamskih odsekih.

## Zgodovina
Dirka je kljub kratki zgodovini hitro pridobila na prestižu in je del najvišjega ranga dirk UCI World Tour. Organizira jo RCS Sport - La Gazzetta dello Sport, poteka teden pred Tirreno–Adriatico in velja za zgodnjo predhodnico aprilskih spomladanskih klasih po tlakovanih cestah. Švicarski kolesar Fabian Cancellara je dosegel rekordne tri zmage na dirki v letih 2008, 2012 in 2016 leta 2025 ga je izenačil slovenski kolesar Tadej Pogačar. Od leta 2015 poteka tudi ženska dirka.

## Moški

### Zmagovalci po državah
| Zmage | Država              |
| ----- | ------------------- |
| 3     | Belgija             |
| 3     | Slovenija           |
| 3     | Švica               |
| 2     | Poljska             |
| 1     | Češka               |
| 1     | Francija            |
| 1     | Združeno kraljestvo |
| 1     | Italija             |
| 1     | Kazahstan           |
| 1     | Nizozemska          |
| 1     | Rusija              |
| 1     | Švedska             |

### Večkratni zmagovalci
| Zmage | Kolesar            | Edicija          |
| ----- | ------------------ | ---------------- |
| 3     | Fabian Cancellara  | 2008, 2012, 2016 |
| 3     | Tadej Pogačar      | 2022, 2024, 2025 |
| 2     | Michał Kwiatkowski | 2014, 2017       |

### Zmagovalci po letih
| Leto | Zmagovalec           | Drugi              | Tretji                |
| ---- | -------------------- | ------------------ | --------------------- |
| 2007 | Aleksander Kolobnjev | Marcus Ljungqvist  | Mihajlo Halilov       |
| 2008 | Fabian Cancellara    | Alessandro Ballan  | Linus Gerdemann       |
| 2009 | Thomas Löfkvist      | Fabian Wegmann     | Martin Elmiger        |
| 2010 | Maksim Iglinski      | Thomas Löfkvist    | Michael Rogers        |
| 2011 | Philippe Gilbert     | Alessandro Ballan  | Damiano Cunego        |
| 2012 | Fabian Cancellara    | Maksim Iglinski    | Oscar Gatto           |
| 2013 | Moreno Moser         | Peter Sagan        | Rinaldo Nocentini     |
| 2014 | Michał Kwiatkowski   | Peter Sagan        | Alejandro Valverde    |
| 2015 | Zdeněk Štybar        | Greg Van Avermaet  | Alejandro Valverde    |
| 2016 | Fabian Cancellara    | Zdeněk Štybar      | Gianluca Brambilla    |
| 2017 | Michał Kwiatkowski   | Greg Van Avermaet  | Tim Wellens           |
| 2018 | Tiesj Benoot         | Romain Bardet      | Wout Van Aert         |
| 2019 | Julian Alaphilippe   | Jakob Fuglsang     | Wout Van Aert         |
| 2020 | Wout Van Aert        | Davide Formolo     | Maximilian Schachmann |
| 2021 | Mathieu van der Poel | Julian Alaphilippe | Egan Bernal           |
| 2022 | Tadej Pogačar        | Alejandro Valverde | Kasper Asgreen        |
| 2023 | Thomas Pidcock       | Valentin Madouas   | Tiesj Benoot          |
| 2024 | Tadej Pogačar        | Toms Skujiņš       | Maxim Van Gils        |
| 2025 | Tadej Pogačar        | Tom Pidcock        | Tim Wellens           |